# Dood van een Koning der Belgen

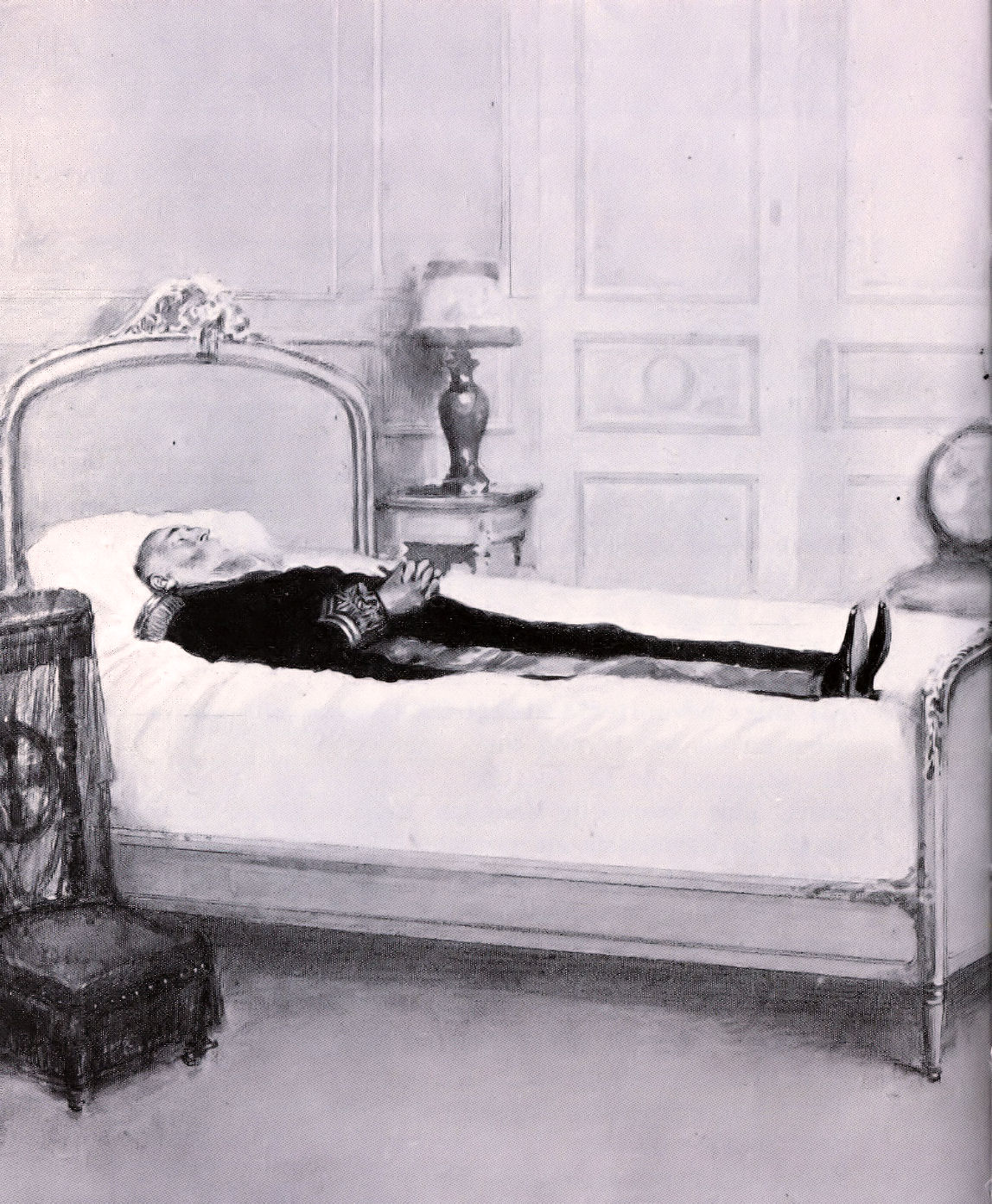
Het stoffelijk overschot van Leopold II

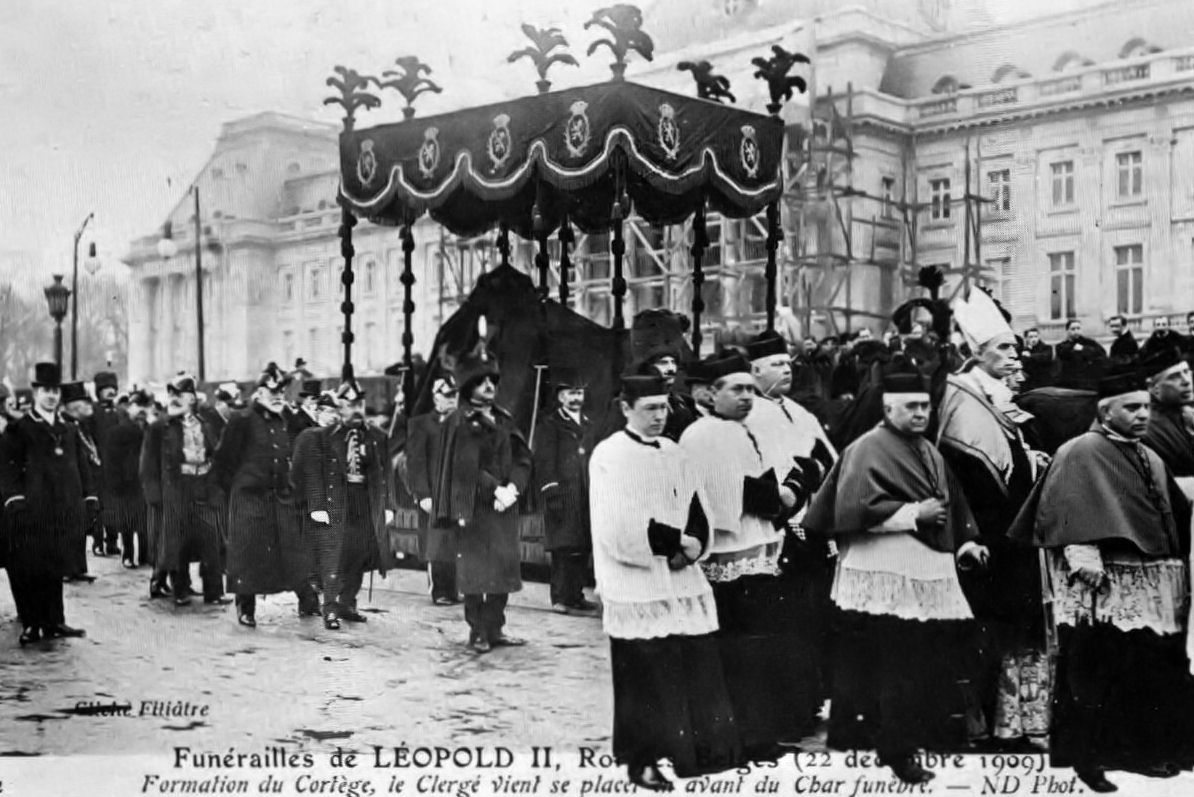
De koninklijke rouwstoet van Leopold II

De dood van een Koning der Belgen is een belangrijk moment in het bestaan van de Belgische monarchie. Het scenario voor deze gebeurtenis ligt al vast op voorhand.

## Procedure bij het overlijden van een koning

### Aan het hof
Na het overlijden van de koning biedt de grootmaarschalk van het hof zijn ontslag aan. Ontslag wordt ook genomen door de rest van de hofdignitarissen. Hiermee sluit het hof een tijdperk af en maakt zich klaar voor een nieuw regnum. Het hof neemt vervolgens een hofrouw aan en de ceremoniële verrichtingen worden opgestart, zoals het openen van een rouwregister.

### Bij regering en parlement
De minister van Justitie moet namens de regering officieel het overlijden vaststellen en nota nemen van de overlijdensakte. De premier deelt het overlijden van de koning aan het volk mee, en licht het Kabinet alsook Kamer en Senaat in. De premier kondigt tevens de nieuwe koning(in) aan, normaliter de hertog(in) van Brabant. De federale regering biedt bovendien haar ontslag aan. Automatisch wordt de civiele lijst van de koning afgesloten. De premier biedt zijn deelneming aan de gemaal aan, en stelt een nationale rouwperiode voor.
Ondertussen draait het nationale protocol op volle toeren. De ambassades worden verwittigd, alsook Defensie en de Katholieke Kerk. Een rouwregister wordt geopend en de persdienst begint aan de verspreiding van het nieuws.

### Privé
De koning behoort zijn volk toe tot aan zijn dood, zoals hij heeft beloofd. Maar zelfs de dood van de koning is een officieel gebeuren en zelfs in de dood behoort zijn lichaam toe aan zijn volk. Daarvoor moeten alle ceremoniën publiek gebeuren en moet de koninklijke familie publiek rouwen. De uitvaart van de koning der Belgen wordt altijd geleid door de aartsbisschop van Mechelen-Brussel in de Brusselse Sint-Michiels en Sint-Goedelekathedraal. Nadien wordt zijn stoffelijk overschot bijgezet in besloten kring in de Koninklijke Crypte te Laken. Achteraf wordt zijn rouwbord opgehangen in de Kerk van Sint-Jacob-op-Koudenberg op het Koningsplein.

## Overzicht
Op de volgende data is er een regerend koning der Belgen overleden:
- 10 december 1865 – Leopold I
- 17 december 1909 – Leopold II
- 17 februari 1934 – Albert I
- 31 juli 1993 – Boudewijn (zie Dood van koning Boudewijn)

Leopold III, die overleed op 25 september 1983, had het koningschap reeds in 1951 overgedragen aan zijn zoon Boudewijn naar aanleiding van de Koningskwestie.